# Alebra costatella
Alebra costatella är en insektsart som beskrevs av Matsumura 1931. Alebra costatella ingår i släktet Alebra och familjen dvärgstritar. Inga underarter finns listade i Catalogue of Life.